# Mar-biti-ahhe-iddina
Mar-biti-ahhe-iddina (akad' Mār-bīti-aḫḫē-iddina, tłum. „(bóg) Mar-biti braci mi dał”) – trzeci król Babilonii z tzw. dynastii E, syn Nabu-mukin-apli i następca Ninurty-kudurri-usura II. Nic nie wiadomo o jego rządach w Babilonii, nie wiadomo nawet jak długo one trwały.